# Route principale 23 (Suisse)
Pour les articles homonymes, voir H23 et Route 23.
La Route principale 23 est une route principale suisse reliant Aarau à Burgdorf. 

## Parcours
- Aarau
- Suhr
- Reinach
- Beromünster
- Sursee
- Huttwil
- Sumiswald
- Burgdorf